# Oleg Khlevniouk
Oleg V. Khlevniouk (1959-) est un historien russe, spécialiste de l'histoire politique de l'URSS. En 2015, il est chercheur senior aux archives d'État de la fédération de Russie.

## Biographie
Dans Le Cercle du Kremlin, il décrit comment, tout au long des années 1930, se renforce de manière continue le pouvoir personnel de Staline aux dépens du Politburo en tant qu’organisme de direction collégiale. L’hyper-concentration des décisions atteint son apogée après les Grandes Purges. La volonté de contrôle illustrée par les purges de la période stalinienne exprime la tension entre deux logiques : « celle des administrations privilégiant les logiques de professionnalisme, de compétence et d'autonomie et celles du clan fondé sur les fidélités, les clientèles et l'allégeance totale au chef » 
En étudiant les élites régionales de Staline à Léonid Brejnev, Oleg Khlevniouk décrit un phénomène inverse de renforcement de l’autorité des dirigeants locaux, qui finissent par incarner un pouvoir autonome avec lequel le centre doit compter. La cause de cette évolution est l’enracinement local des carrières, renforcé par les concessions accordées par Khrouchtchev et Brejnev à ces élites dont l’appui politique est devenu indispensable. La réduction du contrôle de Moscou sur un grand nombre de nominations au sein de la nomenklatura, en particulier, a renforcé les tendances au clientélisme.
La majorité de ses écrits sur l'Union soviétique de Joseph Staline s'appuie sur des documents rendus publics à partir des années 2000, dont correspondances personnelles, ébauches du Comité central, mémoires et entrevues avec d'anciens fonctionnaires tout comme des membres du Politburo du Parti communiste de l'Union soviétique.
Selon Alain Blum, Oleg Khlevniouk est « l’un des historiens [russes] les plus originaux de la jeune génération », Nicolas Werth considérant que ses travaux ont « profondément renouvelé notre compréhension des mécanismes de la dictature stalinienne ».

## Ouvrages
- (ru) avec Alexandre Kvachonkine, Larissa Kocheleva, et Larissa Rogovaïa (éds), Le Politburo stalinien dans les années 30, recueil de documents, Moscou, AIRO-XX, 1995.
- (ru) avec Alexandre Kvachonkine, Larissa Kocheleva, Larissa Rogovaïa (éds), La Direction bolchevik, correspondance, 1912-1927, Rosspen, Moscou, 1996.
- Le cercle du Kremlin. Staline et le bureau politique dans les années 30 : les jeux du pouvoir  (trad. Pierre Forgues et Nicolas Werth), Paris, Seuil, coll. « Archives du communisme », 1996, 331 p. (ISBN 2-02-022231-0, présentation en ligne).
- (ru) avec Viktor P. Danilov et al. (éd.), Comment a-t-on détruit la NEP – sténogramme des plénums du CC PC(b) – 1928-1929, 5 tomes, Mejdunarodnyï fond demokratia, coll. « Rossia xx vek - Dokoumenty », Moscou, 2000.
- (en) The History of the Gulag, Yale University Press (originellement publié en russe), présentation en ligne.
- avec Yoram Gorlizki : (en) Cold Peace : Stalin and the Soviet Ruling Circle, 1945-1953, New York / Oxford, Oxford University Press, 2004, VIII-248 p. (ISBN 0-19-516581-0, présentation en ligne).
- (en) The role of Gosplan in economic decision-making in the 1930s.
- (en) In Stalin's shadow : the career of "Sergo" Ordzhonikidze.
- (en) Stalin, Yale University Press, 2015.  (ISBN 9780300163889), présentation en ligne.
  - (fr) Staline, Belin, 2017, 615 pages, préface de Nicolas Werth.